# Бычков, Андрей Иванович
Андрей Иванович Бычков (16 февраля 1947, деревня Любовшо, Брянская область — 27 октября 2020, Кострома, Россия) — председатель Костромской областной Думы первого, второго, четвёртого и пятого созывов.

## Биография
В 1970 году окончил Костромского сельскохозяйственного института «Караваево» по специальности «ученый зоотехник». Затем в 1970—1971 годах проходил срочную службу в рядах Советской Армии. После демобилизации работал главным зоотехником совхоза «Горьковский». В 1975 году был избран депутатом сельсовета. В 1978 году стал председателем колхоза «Новый путь» Костромского района. Был избран секретарём парторганизации колхоза.
В 1985 году был избран депутатом костромского районного Совета народных депутатов, где стал председателем исполкома. В 1988 году окончил Горьковскую высшую партийную школу.
В 1993 году назначен главой администрации Костромского района.
13 марта 1994 года в Костромской области состоялись первые выборы Костромской областной думы, предполагавшие избрание 15 депутатов. Бычков участвовал в выборах и был избран. На первом заседании депутатов был избран председателем.
В марте 1996 года депутаты первого созыва приняли закон «О Костромской областной Думе», где состав депутатов расширился до 19 человек, избираемых на 4 года. Новые выборы были назначены на декабрь того же года. На состоявшихся 8 декабря 1996 года выборах снова был избран депутатом и председателем.
С января 1996 по июнь 2001 по должности входил в состав Совета Федерации. С 1998 по 2001 год — заместитель председателя комитета по бюджету, финансовому, валютному и кредитному регулированию, денежной эмиссии, налоговой политике и таможенному регулированию, председатель подкомитета по налоговой политике. Являлся вице-президентом Межрегиональной ассоциации экономического взаимодействия субъектов федерации «Центральная Россия» и членом Межпарламентской ассамблеи стран СНГ.
Окончил Российскую академию государственной службы при Президенте Российской Федерации по специальности «Экономист-менеджер».
В декабре 1999 года на выборы в Государственную думу баллотировался по костромскому одномандатному избирательному округу, но занял второе место, уступив Адриану Пузановскому.
10 декабря 2000 года на выборах в Костромскую областную думу 3 созыва снова был избран депутатом, уже на 5 лет. Был председателем постоянной комиссии по бюджету, налогам, банкам и финансам.
4 декабря 2005 года на выборах в Костромскую областную думу 4 созыва, проводившихся по смешанной системе, баллотировался и по одномандатному округу № 10, и по списку партии «Единая Россия». Был избран по одномандатному округу. Затем избран депутатами председателем областной думы.
10 октября 2010 года на выборах в Костромскую областную думу 5 созыва баллотировался по одномандатному округу № 10 как кандидат от партии «Единая Россия» и был избран. Затем избран депутатами председателем областной думы.
13 сентября 2015 избран депутатом Костромской областной Думы 6 созыва. Как старейший депутат открывал первое заседание Костромской областной Думы 6 созыва, на этом же заседании был избран председателем комитета по государственному устройству и местному самоуправлению, депутатской деятельности, регламенту и информационной политике.
27 октября 2020 года скончался от инсульта.

## Награды
Награждён медалью «За преобразование Нечерноземья», «850 лет Москвы», орденом Благоверного князя Даниила Московского II степени, медалью Святого преподобного Макария Унженского.
19 февраля 2005 года указом Президента России награждён Орденом Дружбы.

## Семья
Был женат, имел троих детей.